# Пентен-1
Пентен-1 — алкен линейного строения, содержащий терминальную (концевую) двойную связь. Бесцветная легковоспламеняющаяся жидкость, не растворимая в воде. В основном получают переработкой  нефти.

## Номенклатура
Название «1-пентен» происходит от номенклатуры IUPAC. В частности, префикс «пент-» указывает на наличие пяти атомов углерода на молекулу соединения, промежуточный «-ен-» указывает на наличие одной двойной связи между атомами углерода в молекуле. Наконец, номер позиции его двойной связи должен предшествовать, потому что есть другая возможная и неравная позиция.

## Получение

### По галогенам
Отделение галогена (X2) от 1,2-диалопентана дает Пентен-1:

{\displaystyle {\ce {CH_3CH_2CH_2CHXCH_2X + Zn -> CH_3CH_2CH_2CH=XCH_2 + ZnX_2}}}